# Бичовский, Пршемысл
Прше́мысл Би́човский (чеш. Přemysl Bičovský; родился 18 августа 1950 года, Коштяни, Чехословакия) — чехословацкий футболист, нападающий и полузащитник. После завершения карьеры игрока — чешский футбольный тренер.
В составе сборной Чехословакии становился чемпионом Европы 1976 года. Чемпион Европы среди молодёжи 1972.

## Карьера
Начал играть в футбол в «Искре», а в первой лиге дебютировал в 1967 году в команде «Скло-Унион» из Теплице. С 1970 по 1972 год проходил военную службу в пражской «Дукле», а затем снова вернулся в Теплице. В сезоне 1973/74 становился лучшим бомбардиром чемпионата, а уже играя за «Богемианс», стал в сезоне 1982/83 чемпионом Чехословакии.
Всего в чемпионате Чехословакии провёл 434 матча и забил 106 мячей.
В сборной играл с 1975 по 1983 год, провёл 45 матчей и забил 11 мячей. В 1973—1975 годах сыграл в 26 матчах сборной подряд.